# Grammotheleaceae
Grammotheleaceae (рус. Граммотелейные) — семейство грибов, входящее в порядок Полипоровые (Polyporales) класса Агарикомицеты.

## Описание
- Плодовые тела распростёртые, приросшие к субстрату или приподнимающиеся, многолетние, жёсткие, окрашенные в беловатые или кремовые тона.
- Гименофор состоит из трубочек неправильной формы или неровных складок.
- Гифальная система мономитическая, реже димитическая. Генеративные гифы с пряжками, неокрашенные, с толстыми или довольно тонкими стенками.
- Споры эллиптической формы, неокрашенные, неамилоидные. Базидии обычно четырёхспоровые, булавовидной формы, с пряжками. Цистиды простые, с тонкими стенками.

## Таксономия

### Роды
- Grammothele Berk. & M.A.Curtis, 1869
- Porogramme (Pat.) Pat., 1900
- Theleporus Fr., 1847